# 내손초등학교
내손초등학교는 대한민국 경기도 의왕시 내손2동에 위치한 공립 초등학교이다.

## 학교 연혁
- 1989년 9월 1일: 개교

## 참고 자료
- 내손초등학교 - 한국교육학술정보원 학교알리미